# Parti national coréen
 (mars 2019).
Le Parti nationaliste coréen ( Corée : 한국 국민당 , Hanguk Gukmin Dang , KNP) était un parti politique en Corée du Sud.

## Histoire
Le parti a été créé le 23 janvier 1981 à la suite d'une réunion de 18 anciens députés du parti républicain démocratique et du groupe Yujonh-hoe le 18 décembre 1980. Kim Chong-cheol a été élu président du parti et a été choisi comme candidat à la présidence du parti aux élections présidentielles de février 1981 ; il a terminé troisième des quatre candidats avec 1,6% des voix.
Lors des élections législatives de mars 1981, le parti obtint 13,2% des suffrages, remportant 25 sièges et devenant le troisième parti au Parlement. Les élections législatives de 1985 ont vu la part des votes du parti réduit à 9,2% , il a remporté 20 sièges. À la suite de la révolution démocratique de 1987, le parti a perdu tous ses sièges lors des élections de 1988 , pour lesquelles il n’a recueilli que 0,3% des voix.